# Wereldbeker zwemmen 2019
De wereldbeker zwemmen 2019 was een serie van zeven wedstrijden die gehouden werden van augustus tot en met november 2019 in zeven verschillende steden in Azië en Europa. TDe Rus Vladimir Morozov, bij de mannen, en de Australische Cate Campbell, bij de vrouwen, wonnen dit jaar de wereldbeker.

## Kalender
| # | Data           | Locatie   | Resultaten |
| - | -------------- | --------- | ---------- |
| 1 | 2-4 augustus   | Tokio     | [ 1 ]      |
| 2 | 8-10 augustus  | Jinan     | [ 2 ]      |
| 3 | 15-17 augustus | Singapore | [ 3 ]      |
| 4 | 4-6 oktober    | Boedapest | [ 4 ]      |
| 5 | 11-13 oktober  | Berlijn   | [ 5 ]      |
| 6 | 1-3 november   | Kazan     | [ 6 ]      |
| 7 | 7-9 november   | Doha      | [ 7 ]      |

## Klassementen

### Mannen
| Rang | Naam              | Land             | Punten (Bonuspunten) | Punten (Bonuspunten) | Punten (Bonuspunten) | Punten (Bonuspunten) | Punten (Bonuspunten) | Punten (Bonuspunten) | Punten (Bonuspunten) | Totaal |
| Rang | Naam              | Land             | TOK                  | JIN                  | SIN                  | BOE                  | BER                  | KAZ                  | DOH                  | Totaal |
| ---- | ----------------- | ---------------- | -------------------- | -------------------- | -------------------- | -------------------- | -------------------- | -------------------- | -------------------- | ------ |
| 1    | Vladimir Morozov  | Rusland          | 48                   | 48                   | 60                   | 54                   | 54                   | 33                   | 36                   | 333    |
| 2    | Danas Rapšys      | Litouwen         | 24                   | 42                   | 45                   | 33                   | 33                   | 33                   | 24                   | 234    |
| 3    | Arno Kamminga     | Nederland        | –                    | –                    | –                    | 60                   | 57                   | 36                   | 42                   | 195    |
| 4    | Michael Andrew    | Verenigde Staten | 21                   | 27                   | 30                   | 27                   | 27                   | 30                   | 33                   | 195    |
| 5    | Szebasztián Szabó | Hongarije        | 21                   | 30                   | 27                   | 21                   | 15                   | 12                   | 15                   | 141    |
| 6    | Andrew Wilson     | Verenigde Staten | 42                   | 45                   | 45                   | –                    | –                    | –                    | –                    | 129    |
| 7    | Yasuhiro Koseki   | Japan            | 42                   | –                    | –                    | –                    | –                    | 24                   | 42                   | 108    |
| 8    | Mitch Larkin      | Australië        | 36                   | 36                   | 36                   | –                    | –                    | –                    | –                    | 108    |

### Vrouwen
| Rang | Naam              | Land      | Punten (Bonuspunten) | Punten (Bonuspunten) | Punten (Bonuspunten) | Punten (Bonuspunten) | Punten (Bonuspunten) | Punten (Bonuspunten) | Punten (Bonuspunten) | Totaal |
| Rang | Naam              | Land      | TOK                  | JIN                  | SIN                  | BOE                  | BER                  | KAZ                  | DOH                  | Totaal |
| ---- | ----------------- | --------- | -------------------- | -------------------- | -------------------- | -------------------- | -------------------- | -------------------- | -------------------- | ------ |
| 1    | Cate Campbell     | Australië | 45                   | 60                   | 45                   | 42                   | 51                   | 57                   | 57                   | 357    |
| 2    | Katinka Hosszú    | Hongarije | 54                   | 48                   | 54                   | 48                   | 36                   | 36                   | 36                   | 312    |
| 3    | Michelle Coleman  | Zweden    | 18                   | 27                   | 30                   | 21                   | 39                   | 18                   | 21                   | 174    |
| 4    | Zsuzsanna Jakabos | Hongarije | 6                    | 27                   | 30                   | 30                   | 27                   | 21                   | 30                   | 171    |
| 5    | Kira Toussaint    | Nederland | –                    | –                    | –                    | 42                   | 48                   | 30                   | 42                   | 162    |
| 6    | Emily Seebohm     | Australië | 36                   | 27                   | 42                   | –                    | –                    | 15                   | 39                   | 159    |
| 7    | Kaylee McKeown    | Australië | –                    | –                    | –                    | –                    | –                    | 45                   | 24                   | 69     |
| 8    | Vitalina Simonova | Rusland   | 0                    | 21                   | 24                   | 0                    | 0                    | 6                    | 18                   | 69     |

## Dagzeges

### Vrije slag

#### 50 meter
| Wedstrijd    | Mannen           | Mannen | Mannen   | Vrouwen          | Vrouwen | Vrouwen |
| Wedstrijd    | Winnaar          | Land   | Tijd     | Winnaar          | Land    | Tijd    |
| ------------ | ---------------- | ------ | -------- | ---------------- | ------- | ------- |
| #1:Tokio     | Vladimir Morozov | RUS    | 21,56    | Michelle Coleman | SWE     | 24,66   |
| #2:Jinan     | Vladimir Morozov | RUS    | 21,50    | Cate Campbell    | AUS     | 24,16   |
| #3:Singapore | Vladimir Morozov | RUS    | 21,27 WC | Cate Campbell    | AUS     | 24,02   |
| #4:Boedapest | Vladimir Morozov | RUS    | 21,50    | Michelle Coleman | SWE     | 24,56   |
| #5:Berlijn   | Vladimir Morozov | RUS    | 21,55    | Michelle Coleman | SWE     | 24,26   |
| #6:Kazan     | Vladimir Morozov | RUS    | 21,71    | Cate Campbell    | AUS     | 24,08   |
| #7:Doha      | Vladimir Morozov | RUS    | 21,83    | Cate Campbell    | AUS     | 24,11   |

#### 100 meter
| Wedstrijd    | Mannen           | Mannen | Mannen   | Vrouwen          | Vrouwen | Vrouwen  |
| Wedstrijd    | Winnaar          | Land   | Tijd     | Winnaar          | Land    | Tijd     |
| ------------ | ---------------- | ------ | -------- | ---------------- | ------- | -------- |
| #1:Tokio     | Vladimir Morozov | RUS    | 48,12    | Cate Campbell    | AUS     | 52,64 WC |
| #2:Jinan     | Vladimir Morozov | RUS    | 47,99    | Cate Campbell    | AUS     | 52,34 WC |
| #3:Singapore | Vladimir Morozov | RUS    | 47,88 WC | Michelle Coleman | SWE     | 53,63    |
| #4:Boedapest | Vladimir Morozov | RUS    | 47,99    | Cate Campbell    | AUS     | 53,00    |
| #5:Berlijn   | Vladimir Morozov | RUS    | 48,02    | Cate Campbell    | AUS     | 52,51    |
| #6:Kazan     | Vladislav Grinev | RUS    | 47,78 WC | Cate Campbell    | AUS     | 52,76    |
| #7:Doha      | Vladimir Morozov | RUS    | 48,50    | Cate Campbell    | AUS     | 52,61    |

#### 200 meter
| Wedstrijd    | Mannen       | Mannen | Mannen     | Vrouwen              | Vrouwen | Vrouwen |
| Wedstrijd    | Winnaar      | Land   | Tijd       | Winnaar              | Land    | Tijd    |
| ------------ | ------------ | ------ | ---------- | -------------------- | ------- | ------- |
| #1:Tokio     | Danas Rapšys | LTU    | 1.45,74 WC | Brianna Throssell    | AUS     | 1.56,99 |
| #2:Jinan     | Danas Rapšys | LTU    | 1.45,07 WC | Hou Yawen            | CHN     | 1.58,98 |
| #3:Singapore | Danas Rapšys | LTU    | 1.44,38 WC | Zsuzsanna Jakabos    | HUN     | 1.58,40 |
| #4:Boedapest | Danas Rapšys | LTU    | 1.45,97    | Veronika Androesenko | RUS     | 1.59,58 |
| #5:Berlijn   | Danas Rapšys | LTU    | 1.45,82    | Barbora Seemanová    | CZE     | 1.58,78 |
| #6:Kazan     | Danas Rapšys | LTU    | 1.46,32    | Darja Oestinova      | RUS     | 1.59,23 |
| #7:Doha      | Danas Rapšys | LTU    | 1.45,50    | Zsuzsanna Jakabos    | HUN     | 1.58,86 |

#### 400 meter
| Wedstrijd    | Mannen       | Mannen | Mannen     | Vrouwen           | Vrouwen | Vrouwen |
| Wedstrijd    | Winnaar      | Land   | Tijd       | Winnaar           | Land    | Tijd    |
| ------------ | ------------ | ------ | ---------- | ----------------- | ------- | ------- |
| #1:Tokio     | Danas Rapšys | LTU    | 3.45,57 WC | Kiah Melverton    | AUS     | 4.06,71 |
| #2:Jinan     | Danas Rapšys | LTU    | 3.43,91 WC | Erica Sullivan    | USA     | 4.08,70 |
| #3:Singapore | Danas Rapšys | LTU    | 3.45,59    | Maddy Gough       | AUS     | 4.08,09 |
| #4:Boedapest | Danas Rapšys | LTU    | 3.49,09    | Maddy Gough       | AUS     | 4.10,36 |
| #5:Berlijn   | Danas Rapšys | LTU    | 3.47,65    | Barbora Seemanová | CZE     | 4.10,06 |
| #6:Kazan     | Danas Rapšys | LTU    | 3.44,60    | Anna Jegorova     | RUS     | 4.08,93 |
| #7:Doha      | Danas Rapšys | LTU    | 3.47,87    | Marlene Kahler    | AUT     | 4.10,52 |

#### 1500/800 meter
| Wedstrijd    | Mannen               | Mannen | Mannen      | Vrouwen         | Vrouwen | Vrouwen    |
| Wedstrijd    | Winnaar              | Land   | Tijd        | Winnaar         | Land    | Tijd       |
| ------------ | -------------------- | ------ | ----------- | --------------- | ------- | ---------- |
| #1:Tokio     | Syogo Takeda         | JPN    | 15.07,05    | Kiah Melverton  | AUS     | 8.22,24 WC |
| #2:Jinan     | Ji Xinjie            | CHN    | 15.16,15    | Erica Sullivan  | USA     | 8.26,13    |
| #3:Singapore | Ben Roberts          | AUS    | 15.21,58    | Erica Sullivan  | USA     | 8.26,60    |
| #4:Boedapest | Florian Wellbrock    | GER    | 14.57,83    | Mireia Belmonte | ESP     | 8.31,42    |
| #5:Berlijn   | Florian Wellbrock    | GER    | 15.10,82    | Maddy Gough     | AUS     | 8.34,98    |
| #6:Kazan     | Ilja Droezjinin      | RUS    | 15.10,73    | Yukimi Moriyama | JPN     | 8.37,24    |
| #7:Doha      | Mychailo Romantsjoek | UKR    | 14.51,61 WC | Tjasa Oder      | SLO     | 8.34,65    |

### Rugslag

#### 50 meter
| Wedstrijd    | Mannen           | Mannen | Mannen   | Vrouwen        | Vrouwen | Vrouwen  |
| Wedstrijd    | Winnaar          | Land   | Tijd     | Winnaar        | Land    | Tijd     |
| ------------ | ---------------- | ------ | -------- | -------------- | ------- | -------- |
| #1:Tokio     | Vladimir Morozov | RUS    | 24,53    | Emily Seebohm  | AUS     | 28,03    |
| #2:Jinan     | Vladimir Morozov | RUS    | 24,43 WC | Liu Xiang      | CHN     | 27,35 WC |
| #3:Singapore | Vladimir Morozov | RUS    | 24,40 WC | Holly Barratt  | AUS     | 27,95    |
| #4:Boedapest | Vladimir Morozov | RUS    | 24,70    | Kira Toussaint | NED     | 27,68    |
| #5:Berlijn   | Vladimir Morozov | RUS    | 24,75    | Kira Toussaint | NED     | 27,49    |
| #6:Kazan     | Vladimir Morozov | RUS    | 24,55    | Kira Toussaint | NED     | 27,89    |
| #7:Doha      | Vladimir Morozov | RUS    | 24,75    | Kira Toussaint | NED     | 27,80    |

#### 100 meter
| Wedstrijd    | Mannen              | Mannen | Mannen | Vrouwen        | Vrouwen | Vrouwen |
| Wedstrijd    | Winnaar             | Land   | Tijd   | Winnaar        | Land    | Tijd    |
| ------------ | ------------------- | ------ | ------ | -------------- | ------- | ------- |
| #1:Tokio     | Mitch Larkin        | AUS    | 53,76  | Emily Seebohm  | AUS     | 59,44   |
| #2:Jinan     | Mitch Larkin        | AUS    | 53,79  | Katinka Hosszú | HUN     | 59,65   |
| #3:Singapore | Mitch Larkin        | AUS    | 53,43  | Emily Seebohm  | AUS     | 59,43   |
| #4:Boedapest | Ryosuke Irie        | JPN    | 53,50  | Kira Toussaint | NED     | 59,56   |
| #5:Berlijn   | Ryosuke Irie        | JPN    | 53,26  | Kira Toussaint | NED     | 59,46   |
| #6:Kazan     | Grigori Tarasevitsj | RUS    | 53,76  | Kaylee McKeown | AUS     | 59,25   |
| #7:Doha      | Michael Andrew      | USA    | 54,07  | Kira Toussaint | NED     | 59,14   |

#### 200 meter
| Wedstrijd    | Mannen           | Mannen | Mannen  | Vrouwen        | Vrouwen | Vrouwen |
| Wedstrijd    | Winnaar          | Land   | Tijd    | Winnaar        | Land    | Tijd    |
| ------------ | ---------------- | ------ | ------- | -------------- | ------- | ------- |
| #1:Tokio     | Mitch Larkin     | AUS    | 1.55,97 | Emily Seebohm  | AUS     | 2.09,03 |
| #2:Jinan     | Mitch Larkin     | AUS    | 1.56,39 | Emily Seebohm  | AUS     | 2.09,56 |
| #3:Singapore | Mitch Larkin     | AUS    | 1.56,60 | Emily Seebohm  | AUS     | 2.10,50 |
| #4:Boedapest | Ryosuke Irie     | JPN    | 1.56,79 | Katalin Burián | HUN     | 2.09,98 |
| #5:Berlijn   | Ryosuke Irie     | JPN    | 1.56,46 | Taylor Ruck    | CAN     | 2.08,21 |
| #6:Kazan     | Daniel Martin    | ROU    | 1.58,42 | Kaylee McKeown | AUS     | 2.07,92 |
| #7:Doha      | Bradley Woodward | AUS    | 1.58,42 | Emily Seebohm  | AUS     | 2.08,54 |

### Schoolslag

#### 50 meter
| Wedstrijd    | Mannen             | Mannen | Mannen | Vrouwen             | Vrouwen | Vrouwen |
| Wedstrijd    | Winnaar            | Land   | Tijd   | Winnaar             | Land    | Tijd    |
| ------------ | ------------------ | ------ | ------ | ------------------- | ------- | ------- |
| #1:Tokio     | Ilja Sjymanovitsj  | BLR    | 26,78  | Alia Atkinson       | JAM     | 30,35   |
| #2:Jinan     | Yan Zibei          | CHN    | 27,12  | Alia Atkinson       | JAM     | 30,92   |
| #3:Singapore | Nicolò Martinenghi | ITA    | 27,23  | Alia Atkinson       | JAM     | 30,31   |
| #4:Boedapest | Arno Kamminga      | NED    | 27,13  | Ida Hulkko          | FIN     | 30,82   |
| #5:Berlijn   | Čaba Silađi        | SRB    | 27,18  | Anne Elendt         | GER     | 31,27   |
| #6:Kazan     | Yasuhiro Koseki    | JPN    | 27,07  | Jhennifer Conceição | BRA     | 30,68   |
| #7:Doha      | Yasuhiro Koseki    | JPN    | 27,07  | Jhennifer Conceição | BRA     | 30,93   |

#### 100 meter
| Wedstrijd    | Mannen            | Mannen | Mannen   | Vrouwen             | Vrouwen | Vrouwen |
| Wedstrijd    | Winnaar           | Land   | Tijd     | Winnaar             | Land    | Tijd    |
| ------------ | ----------------- | ------ | -------- | ------------------- | ------- | ------- |
| #1:Tokio     | Ilja Sjymanovitsj | BLR    | 58,73 WC | Tatjana Schoenmaker | RSA     | 1.06,54 |
| #2:Jinan     | Yan Zibei         | CHN    | 59,08    | Alia Atkinson       | JAM     | 1.07,06 |
| #3:Singapore | Andrew Wilson     | USA    | 58,93    | Alia Atkinson       | JAM     | 1.07,35 |
| #4:Boedapest | Arno Kamminga     | NED    | 59,05    | Ida Hulkko          | FIN     | 1.07,42 |
| #5:Berlijn   | Arno Kamminga     | NED    | 59,15    | Jessica Vall        | ESP     | 1.07,76 |
| #6:Kazan     | Anton Tsjoepkov   | RUS    | 58,94    | Arianna Castiglioni | ITA     | 1.07,59 |
| #7:Doha      | Yasuhiro Koseki   | JPN    | 59,11    | Jhennifer Conceição | BRA     | 1.08,28 |

#### 200 meter
| Wedstrijd    | Mannen          | Mannen | Mannen  | Vrouwen             | Vrouwen | Vrouwen    |
| Wedstrijd    | Winnaar         | Land   | Tijd    | Winnaar             | Land    | Tijd       |
| ------------ | --------------- | ------ | ------- | ------------------- | ------- | ---------- |
| #1:Tokio     | Andrew Wilson   | USA    | 2.07,77 | Tatjana Schoenmaker | RSA     | 2.22,35 WC |
| #2:Jinan     | Andrew Wilson   | USA    | 2.08,24 | Vitalina Simonova   | RUS     | 2.24,52    |
| #3:Singapore | Andrew Wilson   | USA    | 2.09,11 | Vitalina Simonova   | RUS     | 2.25,65    |
| #4:Boedapest | Arno Kamminga   | NED    | 2.07,96 | Tjaša Vozel         | SLO     | 2.26,52    |
| #5:Berlijn   | Arno Kamminga   | NED    | 2.09,03 | Jessica Vall        | ESP     | 2.27,14    |
| #6:Kazan     | Anton Tsjoepkov | RUS    | 2.07,71 | Maria Temnikova     | RUS     | 2.24,10    |
| #7:Doha      | Anton Tsjoepkov | RUS    | 2.08,37 | Eszter Békési       | JPN     | 2.28,24    |

### Vlinderslag

#### 50 meter
| Wedstrijd    | Mannen            | Mannen | Mannen | Vrouwen             | Vrouwen | Vrouwen |
| Wedstrijd    | Winnaar           | Land   | Tijd   | Winnaar             | Land    | Tijd    |
| ------------ | ----------------- | ------ | ------ | ------------------- | ------- | ------- |
| #1:Tokio     | Andrij Hovorov    | UKR    | 23,10  | Holly Barratt       | AUS     | 25,96   |
| #2:Jinan     | Szebasztián Szabó | HUN    | 22,93  | Cate Campbell       | AUS     | 25,63   |
| #3:Singapore | Michael Andrew    | USA    | 23,07  | Holly Barratt       | AUS     | 25,31   |
| #4:Boedapest | Szebasztián Szabó | HUN    | 23,22  | Ranomi Kromowidjojo | NED     | 25,63   |
| #5:Berlijn   | Michael Andrew    | USA    | 23,22  | Ranomi Kromowidjojo | NED     | 25,67   |
| #6:Kazan     | Michael Andrew    | USA    | 23,14  | Arina Soerkova      | RUS     | 25,62   |
| #7:Doha      | Michael Andrew    | USA    | 22,94  | Jeanette Ottesen    | DEN     | 26,06   |

#### 100 meter
| Wedstrijd    | Mannen                | Mannen | Mannen | Vrouwen           | Vrouwen | Vrouwen |
| Wedstrijd    | Winnaar               | Land   | Tijd   | Winnaar           | Land    | Tijd    |
| ------------ | --------------------- | ------ | ------ | ----------------- | ------- | ------- |
| #1:Tokio     | Andrew Seliskar       | USA    | 51,34  | Louise Hansson    | SWE     | 57,92   |
| #2:Jinan     | Szebasztián Szabó     | HUN    | 51,45  | Zhang Yufei       | CHN     | 57,41   |
| #3:Singapore | Grant Irvine          | AUS    | 51,26  | Zhang Yufei       | CHN     | 57,94   |
| #4:Boedapest | Kristóf Milák         | HUN    | 51,27  | Zsuzsanna Jakabos | HUN     | 59,14   |
| #5:Berlijn   | Kristóf Milák         | HUN    | 51,78  | Angelina Köhler   | GER     | 58,83   |
| #6:Kazan     | Michail Vekovisjtsjev | RUS    | 51,62  | Arina Soerkova    | RUS     | 57,78   |
| #7:Doha      | Chad le Clos          | RSA    | 51,70  | Katinka Hosszú    | HUN     | 58,19   |

#### 200 meter
| Wedstrijd    | Mannen          | Mannen | Mannen  | Vrouwen        | Vrouwen | Vrouwen |
| Wedstrijd    | Winnaar         | Land   | Tijd    | Winnaar        | Land    | Tijd    |
| ------------ | --------------- | ------ | ------- | -------------- | ------- | ------- |
| #1:Tokio     | Nao Horomura    | JPN    | 1.55,25 | Katinka Hosszú | HUN     | 2.07,10 |
| #2:Jinan     | Grant Irvine    | AUS    | 1.55,94 | Katinka Hosszú | HUN     | 2.07,26 |
| #3:Singapore | Grant Irvine    | AUS    | 1.56,77 | Katinka Hosszú | HUN     | 2.07,07 |
| #4:Boedapest | Bence Biczó     | HUN    | 1.58,67 | Katinka Hosszú | HUN     | 2.08,55 |
| #5:Berlijn   | Kristóf Milák   | HUN    | 1.55,47 | Katinka Hosszú | HUN     | 2.09,13 |
| #6:Kazan     | Danila Pachomov | RUS    | 1.57,85 | Katinka Hosszú | HUN     | 2.08,23 |
| #7:Doha      | Chad le Clos    | RSA    | 1.57,66 | Katinka Hosszú | HUN     | 2.08,60 |

### Wisselslag

#### 200 meter
| Wedstrijd    | Mannen             | Mannen | Mannen     | Vrouwen        | Vrouwen | Vrouwen |
| Wedstrijd    | Winnaar            | Land   | Tijd       | Winnaar        | Land    | Tijd    |
| ------------ | ------------------ | ------ | ---------- | -------------- | ------- | ------- |
| #1:Tokio     | Mitch Larkin       | AUS    | 1.57,06 WC | Katinka Hosszú | HUN     | 2.08,63 |
| #2:Jinan     | Mitch Larkin       | AUS    | 1.57,26    | Katinka Hosszú | HUN     | 2.09,41 |
| #3:Singapore | Mitch Larkin       | AUS    | 1.57,43    | Katinka Hosszú | HUN     | 2.08,63 |
| #4:Boedapest | Michael Andrew     | USA    | 1.59,02    | Katinka Hosszú | HUN     | 2.09,56 |
| #5:Berlijn   | Jérémy Desplanches | SUI    | 1.58,32    | Katinka Hosszú | HUN     | 2.10,38 |
| #6:Kazan     | Philipp Heintz     | GER    | 1.59,11    | Katinka Hosszú | HUN     | 2.09,50 |
| #7:Doha      | Keita Sunama       | JPN    | 1.59,28    | Katinka Hosszú | HUN     | 2.09,89 |

#### 400 meter
| Wedstrijd    | Mannen               | Mannen | Mannen     | Vrouwen        | Vrouwen | Vrouwen |
| Wedstrijd    | Winnaar              | Land   | Tijd       | Winnaar        | Land    | Tijd    |
| ------------ | -------------------- | ------ | ---------- | -------------- | ------- | ------- |
| #1:Tokio     | Daiya Seto           | JPN    | 4.11,41 WC | Katinka Hosszú | HUN     | 4.32,30 |
| #2:Jinan     | Thomas Fraser-Holmes | AUS    | 4.20,50    | Katinka Hosszú | HUN     | 4.36,99 |
| #3:Singapore | Thomas Fraser-Holmes | AUS    | 4.17,14    | Katinka Hosszú | HUN     | 4.39,76 |
| #4:Boedapest | Yuki Ikari           | JPN    | 4.14,43    | Katinka Hosszú | HUN     | 4.34,37 |
| #5:Berlijn   | Yuki Ikari           | JPN    | 4.13,87    | Katinka Hosszú | HUN     | 4.38,15 |
| #6:Kazan     | Patrick Staber       | AUT    | 4.16,64    | Katinka Hosszú | HUN     | 4.36,77 |
| #7:Doha      | Balázs Holló         | HUN    | 4.15,17    | Katinka Hosszú | HUN     | 4.37,39 |